# USS Allen M. Sumner (DD-692)
El USS Allen M. Sumner (DD-692), llamado así en honor a un marine de la Primera Guerra Mundial, fue un destructor de la Armada de los Estados Unidos, líder de su clase. Prestó servicio desde 1945 hasta 1973.

## Construcción
Su construcción comenzó en el Federal Shipbuilding and Dry Dock Co. (Nueva Jersey) el 7 de julio de 1943. Su casco fue botado el 15 de diciembre de 1943; y fue asignado al servicio en el New York Navy Yard, el 26 de enero de 1944.

## Historia de servicio
En 1946 estuvo presente en la Operación Crossroads, una serie de pruebas nucleares llevada a cabo en el atolón Bikini (islas Marshall).
En 1953 navegó a la zona de la guerra de Corea y se unió a la fuerza de tareas 77 en el mar del Japón. Allí sirvió de guardia de aviones y submarinos a los portaaviones que enviaban sus aviones a Corea del Norte. Mientras cumplía estas tareas, llegó el armisticio del 27 de julio y con ello el fin de la guerra.
En 1962 fue una de las primeras naves en cumplir la operación de «cuarentena» contra Cuba durante la crisis de los misiles.
En 1967 realizó su única participación de la guerra de Vietnam. En el golfo de Tonkín, el DD-692 hizo las veces de shotgun (screening ship) mientras el crucero USS Long Beach (CGN-9) realizaba la identificación positiva de radar. Luego formó parte de la Operación Seadragon, de interdicción de operaciones logísticas enemigas. Escoltó al portaaviones USS Hancock a Japón. Luego se unió al HMAS Hobart para continuar Seadragon y luego proveer bombardeo de costa a la Operación Bear Changer ejecutada por el US Marine Corps en un área cercana a la DMZ.
En 1970 realizó su última navegación al Mediterráneo. En 1971 fue puesto como buque de entrenamiento para la Reserva Naval en Baltimore (Maryland). Fue dado de baja el 15 de agosto de 1973.

## Nombre
Su nombre USS Allen M. Sumner honra al US marine Allen M. Sumner, caído en acción en 1918 en Francia durante la Primera Guerra Mundial.